# John Emms

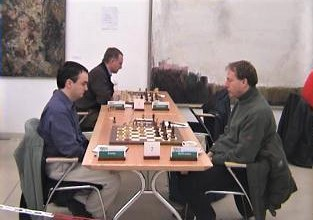
John Emms (en primer plano, a la izquierda)

John Emms (nacido el 14 de marzo de 1967) es un jugador de ajedrez británico que ha conseguido el grado de Gran Maestro Internacional. En 2002 fue capitán del equipo inglés en la Olimpiada de ajedrez. En 1997 empató en el primer lugar en el Campeonato de Ajedrez británico. En octubre de 2004, también dirigió el equipo femenino en la 36.ª Olimpiada de ajedrez en Calviá (Mallorca).

## Libros
- Emms, John (1998), Guía Fácil de la Nimzoindia, Everyman Chess, ISBN 1-85744-513-9
- Emms, John (1998), Francesa Variante Tarrasch, Batsford, ISBN 0-7134-8461-6
- Emms, John (1999), Guía Fácil sobre la Ruy López, Everyman Chess, ISBN 1-85744-220-2
- Nunn, John
         
      , Gallager, Joe & Emms, Graham, et al. (1999), Aperturas de ajedrez de Nunn, Everyman Chess, ISBN 1-85744-221-0
- Emms, John (1999), La Guía de Supervivencia a los Finales de Torre, Everyman Chess, ISBN 1-85744-235-0
- Emms, John (2000), El Último Libro de Puzzles de Ajedrez, Gambit Publications, ISBN 1-901983-34-X
- Emms, John (2000), Los Movimientos de Ajedrez Más Sorprendentes de Todos los Tiempos, Gambit Publications, ISBN 1-901983-29-3
- Emms, John (2000), Juegue Partidas Abiertas con las Negras, Gambit Publications, ISBN 1-901983-27-7
- Emms, John (2001), Ajedrez Simple, Everyman Chess, ISBN 1-85744-238-5
- Emms, John (2002), Siciliana Variante Kan, Everyman Chess, ISBN 1-85744-302-0
- Emms, John (2002), Iniciación: La Siciliana, Everyman Chess, ISBN 1-85744-249-0
- Emms, John (2003), Juegue la Najdorf: Estilo Scheveningen, Everyman Chess, ISBN 1-85744-323-3
- Emms, John (2003), Ajedrez conciso, Everyman Chess, ISBN 1-85744-327-6
- Emms, John (2003), Más Ajedrez Simple: Progresando desde los Principios Básicos, Everyman Chess, ISBN 1-85744-343-8
- Emms, John (2003), Atacanco con 1.e4, Everyman Chess, ISBN 1-85744-267-9
- Emms, John (2003), Iniciación: La India de Dama, Everyman Chess, ISBN 1-85744-363-2
- Emms, John (2003), La Escandinava (2ª edición), Everyman Chess, ISBN 1-85744-375-6
- Emms, John (2003), Iniciación: Finales de Piezas Menores, Everyman Chess, ISBN 1-85744-359-4
- Emms, John (2005), Iniciación: El Ataque Indio de Rey, Everyman Chess, ISBN 1-85744-394-2
- Emms, John (2003), Iniciación: La Apertra Escocesa, Everyman Chess, ISBN 1-85744-387-X
- Emms, John (2006), La Guía de Supervivenvia al Ajedrez de Competición, Everyman Chess, ISBN 1-85744-412-4
- Emms, John (2003), Descubriendo las Aperturas de Ajedrez: Construyendo un Repertorio a Partir de Principios Básicos, Everyman Chess, ISBN 1-85744-419-1
- Emms, John (2003), Armas Peligrosas: La Siciliana, Everyman Chess, ISBN 1-85744-423-X
- Emms, John (2006), Armas Peligrosas: La Nimzoindia, Everyman Chess, ISBN 1-85744-424-8
- Emms, John (2003), Eröffnungsreihe STARTING OUT Sizilianische Geheimnisse, Everyman Chess
- Emms, John (2003), La Guía de Supervivenvia al Ajedrez de Competición: Mejore sus Resultados Ya!, Everyman Chess, ISBN 1-85744-412-4
- Emms, John (2007), Eröffnungsreihe STARTING OUT Geheimnisse des königsindischen Angriffs, Everyman Chess